# Biserica „Adormirea Maicii Domnului” din Glinjeni
Biserica „Adormirea Maicii Domnului” este o biserică amplasată în Glinjeni, raionul Fălești, Republica Moldova. Este un monument arhitectural de importanță națională inclus în Registrul monumentelor Republicii Moldova ocrotite de stat cu nr. 1116 (raionul Fălești). Datează de la sf. sec. XVIII.